# Station Niedźwiedź
Station Niedźwiedź is een spoorwegstation in de Poolse plaats Niedźwiedź.